# Alassane Pléa
Alassane Pléa, född 10 mars 1993 i Lille, är en fransk fotbollsspelare som spelar i PSV.

## Karriär
Pléa debuterade för Lyon i Ligue 1 den 7 oktober 2012 i 1–1-match mot Lorient, där han byttes in i den 90:e minuten mot Bafetimbi Gomis. I juli 2013 skrev Pléa på ett treårskontrakt med klubben. I januari 2014 lånades han ut till Auxerre.
Pléa värvades i augusti 2014 av Nice. Pléa debuterade för Nice den 29 augusti 2014 i en 4–0-förlust mot Olympique de Marseille, där han byttes in i den 71:a minuten mot Alexy Bosetti. Den 23 oktober 2016 gjorde Pléa ett hattrick i en 4–2-vinst över Metz.
I juli 2018 värvades Pléa av Borussia Mönchengladbach, där han skrev på ett femårskontrakt. I augusti 2022 förlängde Pléa sitt kontrakt fram till juni 2025 samt med option på ytterligare ett år.